# Blotiella lindeniana
Blotiella lindeniana é uma espécie de planta do gênero Blotiella e da família Dennstaedtiaceae.

## Taxonomia
A espécie foi descrita em 1962 por Rolla M. Tryon Jr..
Os seguintes sinônimos já foram catalogados:
- Lonchitis lindeniana  Hook.
- Lonchitis macrochlamys  Fée
- Lonchitis zahlbruckneri  Kümmerle

## Forma de vida
É uma espécie terrícola e herbácea.

## Conservação
A espécie faz parte da Lista Vermelha das espécies ameaçadas do estado do Espírito Santo, no sudeste do Brasil. A lista foi  publicada em 13 de junho de 2005 pelo Governo do Estado, por intermédio do Decreto nº 1.499-R.

## Distribuição
A espécie é encontrada nos estados brasileiros de Amazonas, Bahia, Espírito Santo, Minas Gerais, Rio de Janeiro, Santa Catarina e São Paulo. A espécie é encontrada nos  domínios fitogeográficos de Floresta Amazônica e Mata Atlântica, em regiões com vegetação de floresta ombrófila pluvial e mata de araucária.